# От Гуляйполя до Нью-Йорка. Воспоминания
«От Гуляй-Поля до Нью-Йорка. Воспоминания» — автобиографическая книга украинского писателя Ивана Антипенко, опубликованная под псевдонимом Анатоль Гак (Мартин Задека) в 1973 году в Ной-Ульме. Произведение охватывает большой временной период, который включает в себя важные исторические события и явления: революция 1905 года, Февральская революция и реакция на нее украинских солдат, находившихся на фронтах Первой мировой войны, правление Павла Скоропадского, антигетманское восстание, правление Директории УНР, первый приход в и последующий уход большевиков из Киева, установление большевистской власти в Украине, украинская литературная жизнь в Харькове 1920-х годов, репрессии 1930-х годов, эвакуация из Харькова во время Второй мировой войны, оккупация Харькова Третьим Рейхом, бомбардировки Дрездена и так далее.

## Содержание
Особенностью мемуаров Антипенко является то, что они изложены не в четком хронологическом порядке, а, скорее, разделены тематически в соответствии с деятелями, которых знал автор, и событиями, свидетелем которых он был. Тем не менее, придерживаясь хронологии, книга начинается с событий, актуальных для детства и ранних лет жизни Антипенко, а именно, с повествования о казаке Гниде, которое ему рассказывал его дед, Дмитро Остапович, родившийся в 1805 году.

### О Гуляйполе, революции 1905 года и группе анархистов
Гуляйполе — село, где когда-то поселились прадед и прабабка Антипенко, а также родились его дед, бабка и отец. Сам автор учился и иногда жил в Гуляйполе. Автор пишет, что первыми поселенцами Гуляйполя были приезжие из Гетманщины, а затем, после уничтожения Запорожской Сечи, к ним присоединились казаки со своими семьями. Антипенко отмечает, что на тот момент Гуляйполе было маленькой степной деревней с домами в два ряда. Однако уже во времена его детства в селе жило более десяти тысяч человек, а само село было уездным центром с резиденциями станового пристава, земского начальника и мирового судьи. Кроме того, в Гуляйполе было два завода сельскохозяйственных машин, две паровых мельницы, ремесленные мастерские, десятки магазинов, пункты по закупке пшеницы и железнодорожная станция.
На революцию 1905 года жители Гуляйполя отреагировали проведением собраний, съездов и многочисленных митингов, — вспоминает Антипенко. Он также упоминает, что в Гуляйполе приезжали агитаторы из Запорожья, Днепра и Донеччины. Однако скоро революцию в Гуляйполе подавили силами отряда донских казаков. Антипенко не знает, были ли это настоящие казаки, или полицейские, переодетые в казачью одежду. Тем не менее, эти казаки жестоко обращались с местными жителями, особенно с арестованными. Антипенко пишет: «Я был свидетелем, как трое казаков вели через улицу сельского учителя: двое из них шли по бокам арестованного, держа наготове обнаженные шашки, а третий, идущий сзади, время от времени ударял учителя в спину прикладом. И кричал: «Вот тебе, мерзавец, твоя революция!»
Антипенко указывает, что после революции 1905 года в Гуляйполе стало больше национально осознанных людей, читавших украинские книги, а некоторые даже подписывались на единственную в то время на всю Украину ежедневную газету «Рада». Среди таких людей, как вспоминает Антипенко, было несколько учителей, несколько крестьян, несколько рабочих местного завода, бывший уездный писарь, а также член еврейской семьи Кернеров, который писал стихи на украинском языке и подписывался как Грыцько Кернеренко.
Антипенко также не упускает из виду распространение идей анархизма в Гуляйполе. По его рассказу, анархические идеи появились в деревне благодаря ученику 1-й Гуляйпольской министерской народной школы Владимиру Антони, который после окончания школы куда-то исчез, а затем снова появился и начал общаться с местными ребятами, рассказывая им об анархизме: «При анархизме не будет ни царей, ни самих государств. Войны прекратятся. Люди будут жить мирно-мирненько в свободных общинах.» Затем в селе организовалась группа анархистов, которая проводила агитацию, разбрасывая листовки по селу. Нелегальную литературу поставлял им Антони, а оружие — другой член группы, Александр Семенюта. Позже группа начала заниматься грабежами и убийствами чиновников, это продолжалось до 1911 года, пока полиция не ликвидировала группу. Однако, как вспоминает Антипенко, в соседних селах продолжали действовать подобные группы анархистов вплоть до Первой мировой войны.

### О Михновском, Ивашине, Бузько и Варавве
С будущими деятелями УНР Дмитрием Ивашиной и Николаем Михновским автор познакомился в Болграде, куда приехал с фронта после Февральской революции в мае 1917 года. Вместе с Ивашиной он был членом армейского комитета. Михновский, по воспоминаниям Антипенко, прибыл в Болград для выполнения каких-то служебных обязанностей в штабе 6-й армии и избегал выступать с речами на солдатских митингах. Однако Михновский согласился читать лекции по украиноведению для слушателей, которых организовали с помощью Антипенко и Украинской Армейской Рады. По словам Антипенко, в отличие от части офицерства, которая панибратски общалась с солдатами, Михновский вел себя очень сдержанно, и его деятельность ограничивалась тем, чтобы прочитать лекцию и ответить на вопросы. Однажды Михновский организовал в Болграде украинскую ярмарку и считал эту ярмарку более ценной, чем речи на солдатских митингах. Однако, по воспоминаниям Антипенко, Михновский все-таки выступил с одной речью на митинге по поводу выборов в российские учредительные собрания: основной мыслью речи было то, что украинцам нет смысла участвовать в российских учредительных собраниях, так как они там все равно будут меньшинством, и лучше самим «создавать свою государственную жизнь в Украине». В какой-то момент Михновский]] покидает Болград, и следующий раз Антипенко встречает его уже в Киеве в декабре 1918 года. Это была их последняя встреча.
С Дмитрием Ивашиной автор сблизился на основе общих интересов: литературы. Вместе они работали в армейской газете «Воин-гражданин», куда Ивашина, будучи редактором, пригласил Антипенко. Некоторое время, даже после разгона армейского комитета и прихода румын в Болград, они продолжали выпускать газету, превратив ее в просто городскую. В мае 1918 года они отправились вместе в Одессу, где сначала пытались издавать юмористическую газету «Газета-ракета». Однажды они встретили в Одессе Виктора Писначевского, который предложил им работать в новой ежедневной газете «Новая Украина». Однако через некоторое время это издание прекратило своё существование, и Ивашина уехал в Киев. Антипенко присоединился к нему только через несколько месяцев, когда приближалось восстание против Скоропадского, а Ивашина должен был уехать со своей редакцией в Белую Церковь, но он тяжело заболел и поездку пришлось отложить. Когда Антипенко и Ивашина уже были готовы отправиться в Белую Церковь, русские офицеры, которым перешла власть в Киеве, остановили их на окраине и вернули обратно в город. Тогда Антипенко и Ивашина решили притвориться галичанами, так как, согласно соглашению с немцами, поезда с пленными галичанами русские офицеры свободно пропускали на фронт. Они достали одежду австрийской армии, которую носили галичане, и попали в лагерь пленных галичан, ожидая отправки на поезде. Пойдя за дровами в лес, они встретили местного жителя из Бородянки, который шёл пешком из Киева, и решили идти вместе с ним до Бородянки. В Бородянке они узнали, что повстанцы против Скоропадского уже идут в Киев, и поэтому им уже не стоит ехать в Белую Церковь. Вместе с возницей они отправились в сторону Киева и догнали повстанцев в Сирецком лесу. В Киеве они с Ивашиной работали в газете «Трибуна» до февраля 1919 года, когда Киев захватили большевики. Затем Ивашина работал в «Вістях ВЦВКу» а Антипенко — в издании «Громада». Когда Киев заняли польские и украинские войска в 1920 году, Ивашина работал в газете «Слово». Во время второго прихода большевиков в Киев Ивашина уехал в эмиграцию, уговаривал и Антипенко поехать с ним, но тот хотел остаться, так как учился в Киевском университете. С этого момента их пути разошлись, но Антипенко слышал, что Ивашина был в Румынии.
С писателем Дмитрием Бузько Антипенко познакомился в 1918 году в Одессе, в книжном магазине Виталия Боровика. От дочери Боровика, Галины, автор узнал, что до Февральской революции Бузько находился за границей, а после революции вернулся домой. Также Антипенко узнал, что у Бузько была невеста — Галина Михайлова, дочь бывшего нотариуса из Бессарабии. Бузько пригласил Антипенко в литературный кружок, где молодые люди собирались и читали свои произведения. Антипенко пишет, что они с Бузько стали «если не друзьями, то, в любом случае, хорошими знакомыми». Автор встречал Бузько на литературных вечерах, общественных собраниях и в редакции газеты «Наше село», где работал Антипенко. Антипенко считал Бузько активным украинским деятелем, хорошо ориентирующимся как в политических, так и в культурно-национальных вопросах. По мнению автора, Бузько был хорошим оратором. Также Антипенко вспоминает, что Бузько был решительным человеком, который мог защитить себя и близких от нападок. В какой-то момент Бузько исчезает из Одессы. Антипенко узнает, что он уехал в Киев, где работал в министерстве образования. В ноябре 1918 года Антипенко был избран делегатом на съезд Украинского национального союза от одесских украинцев. Такое доверие к нему вызвано его позицией, что в случае объявления Скоропадским федерации между Украиной и Россией, Украинский национальный союз должен образовать временное правительство Украины, которое объявит Скоропадского вне закона. Когда Антипенко отправлялся в Киев, он случайно встретил на вокзале невесту Бузько, Галину Михайлову. Они вместе приехали в Киев, и Бузько пригласил Антипенко к себе, рассказав, что они с Галиной собираются пожениться, и обратился к Антипенко с просьбой быть свидетелем. После свадьбы они втроем отпраздновали. Автор пишет: «Смотря на Бузько с Галиной, я не мог в тот момент не позавидовать им. Прекрасная пара! Оба молодые, здоровые, влюбленные, энергичные, крепкие патриоты своей Родины. Перед такими открывается прямой и счастливый путь в будущую жизнь». Потом от знакомых Антипенко узнал, что семейство Бузько были в Белой Церкви, а когда Директория УНР вошла в Киев, — вернулись в Одессу. В 1924 году он услышал от одного знакомого, что Бузько работает в ЧК, но не поверил. Уже находясь в Харькове, в 1926 году, он прочитал его автобиографический роман  «Чайка» и все равно у него остались сомнения относительно работы Бузько в ЧК. Через месяц Бузько приехал в Харьков, встретился с Антипенко и признался, что работал в ЧК. Эта встреча произвела тяжелое впечатление на Антипенко: «Боже! как сильно может измениться человек даже за короткое время. Совсем не тот Бузько, которого я знал. Куда исчезла его молодецкая осанка, радостный взгляд глаз, вдохновение неудержимой души... Ни движения на лице, ни улыбки на губах, ни огонька в глазах. И разговаривает как-то изнеможденно, грустно, с ощутимой болью в душе», — пишет Антипенко. В конце 1920-х годов Бузько переехал в Харьков и женился на актрисе. Антипенко кратко описывает, что произошло с Бузько в 1937 году - «черный ворон» отвез его в тюрьму НКВД. Автор пишет, что накануне оккупации Харькова Нацистской Германией жена Бузько с маленьким сыном эвакуировались за Урал, и он больше ничего о них не слышал.
С писателем Олексой Вараввой Антипенко познакомился в феврале 1919 года в Киеве, когда начал работать в издании «Громада», где Варавва был редактором. Когда власть в Киеве перешла к деникинцам, «Громада» перестала существовать, и Антипенко с Вараввой решили отправиться в Канев, где жили родители Вараввы. Они добрались до Канева на лодке по Днепру. По пути их ограбили. Проведя некоторое время в Каневе, как Варавва, так и Антипенко вернулись в Киев, но стали реже общаться, так как работали и учились в разных местах. Потом они встретились уже в Харькове, где Варавва работал в издании «Нова громада», а затем — в изданиях кооперативной организации «Сільський господар». Во время Второй мировой войны Варавва и Антипенко остались в оккупированном Нацистской Германией Харькове. Точно так же, как и Антипенко, Варавва был вынужден эмигрировать, и в конечном итоге оказался в США, где продолжал писать для изданий «Веселка», «Свобода», «Наше життя».

### О жизни в Киеве в 1919-1920 годах и Николае Голобородько
Осенью 1918 года Антипенко оказался в Киеве, где застал антигетманское восстание. Автор вспоминает восставших следующим образом: «Восставших мы настигли в районе Сирецкого леса. Огромной толпой они двигались в направлении Киева. Они заполнили всю Берестейскую дорогу. И какие только люди были среди этой восставшей массы: взрослые и пятнадцатилетние мальчишки; в солдатских шинелях и крестьянских кожухах; в сапогах и валенках; с винтовками и обрезами... Проникнутые духом победы над врагом, все они, особенно молодежь, куралесили на все лады. Пели, свистели, а некоторые поднимали свои винтовки вверх и, от радости, стреляли в воздух».
Далее, с небольшими перерывами, он продолжал жить в городе и становился свидетелем многочисленных смен власти. По воспоминаниям Антипенко, новый 1919 год начинался мрачно, и среди людей, собравшихся в украинском клубе, царило подавленное настроение, так как на Киев наступали большевики. Уже в феврале 1919 года большевики были в Киеве. Антипенко пишет, что вместе с Красной Армией в город также пришли продармейцы, чтобы вывозить продукты питания, агитаторы, чтобы призывать присоединяться к рядам Красной Армии, и чекисты, чтобы «уничтожать ведущий слой украинского народа». С приходом большевиков самоликвидировались общественно-политические организации, прекратили своё существование издания «Трибуна», «Народная воля», «Киевская мысль». Большевики пытались изменить облик Киева: они переименовывали улицы, площади, музеи, высшие школы и научные учреждения; украиноязычные вывески заменялись русскоязычными; сносились старые памятники (Александру II и Николаю I), а воздвигались новые - на Софийской площади были установлены гипсовые бюсты Маркса, Энгельса, Ленина и Троцкого.
Антипенко вспоминает, что и киевляне пытались как бы мимикрировать под большевистскую реальность. Он пишет: «Вольно или невольно, но каждый пытался подшиться под 'пролетария'. Ходили растрепанные, небритые, нерасчесанные. Курили только махорку, пили самогон, закусывали собственными языками, потому что в магазинах нечего было купить. Белолицые женщины, чтобы ни в коем случае не показаться кому-то буржуйками, 'подпудривали' свои нежные лица... сажей. В то лето жители Киева одевались как можно хуже: либо во что-то старое, поношенное, выцветшее, либо пошитое из самой дешевой ткани». На улицах Киева военные патрули перекрывали улицы, чтобы проверять документы у прохожих. По воспоминаниям Антипенко, почти каждый день в газетах появлялись списки расстрелянных контрреволюционеров. Автор пишет, что в деревнях большевики принудительно выкупали хлеб, скот и сахар, и платили советскими деньгами, которые не имели никакой покупательной ценности. Крестьяне начали сопротивляться, и появились повстанческие отряды из бывших фронтовиков: они уничтожали продармейцев и чекистов, а также останавливали вагоны с сельскохозяйственной продукцией, направлявшиеся на север, и раздавали то, что находилось в вагонах крестьянам.
В августе 1919 года большевики покинули Киев, забрав с собой скот и сельскохозяйственную продукцию. Антипенко пишет: «На Хрещатике происходило в те дни что-то, кажется, небывалое в истории этого старинного города. Непрерывно, днем и ночью, этой центральной улицей Киева проходили большие стада лошадей,  рогатого скота, овец, свиней, стаи гусей. Все это наполняло Хрещатик шумом копыт лошадей, мычанием скота, блеянием овец, хрюканьем свиней, гоготом гусей. Жаль было смотреть на этих животных: их гнали с далеких херсонских степей». Далее Антипенко рассказывает, как в Киев почти одновременно вошли отряды УНР и деникинцы, и как украинцы радостно встречали унр-овцев, а русские - деникинцев. Однако, по словам Антипенко, отряды УНР без боя сдали Киев деникинцам. Вместе с отрядами УНР Киев покинули многие представители украинской интеллигенции. Сам автор вместе с Олексой Вараввой также ненадолго уехали из Киева.
Автор описывает тяжелые бытовые условия, в которых выживал Киев в 1919-1920 годах: «Городская электростанция была наполовину разрушена, водопровод поврежден, все городское хозяйство разрушено. В домах горожан не было света, воды, топлива. В учреждениях служащим приходилось работать в пальто, шапках, и даже в валенках. Подобное можно было наблюдать даже в университете.» Антипенко также вспоминает, что в Киеве было голодно, магазины были пустыми, так как крестьяне, которые приезжали в город, чтобы продать свою продукцию, не могли пройти через «заградиловцев», которые стояли вокруг Киева. Кроме того, в Киеве постоянно проводились обыски и аресты якобы контрреволюционеров с конфискацией их имущества. К тому же в городе были распространены грабежи: самого Антипенко однажды ограбили (сняли с него пальто), когда он возвращался с работы.
Следующие почти два года Антипенко учился в университете, работал ночным корректором в издании «Вісті» и снимал жилье вместе с четырьмя студентами. Вкратце, почти мимиходом, Антипенко вспоминает о приходе польских и украинских войск в Киев в мае 1920 года и пишет, что они долго не задерживались в городе, и уже на следующий месяц вернулись большевики.
В феврале 1919 года Антипенко познакомился с писателем-юмористом Николаем Голобородько. Голобородько жил в Киеве, отдельно от жены и сына. Антипенко пишет, что его жена была прокоммунистических взглядов и враждебно относилась к украинцам. Голобородько писал фельетоны для украинских изданий, а когда они прекратили своё существование, он преподавал детям в украинских семьях. Именно Голобородько предложил Антипенко подписывать фельетоны псевдонимом Антоша. Так появился псевдоним Антоша Ко. Однажды Голобородько принёс Антипенко читать пьесы Мольера, которые впоследствии вдохновили Антипенко на написание собственных пьес. Его первую пьесу «Студенты», вдохновлённую его жизнью со студентами, поставили в Киеве благодаря усилиям Голобородько. Уже после того, как состоялась постановка по пьесе «Студенты», Голобородько принёс Антипенко «Легенду о Тиле Уленшпигеле» Костера и попросил его попробовать драматизировать этот произведение. После того, как Антипенко уехал из Киева, он узнал, что Голобородько был арестован в рамках дела «Союза освобождения Украины». Позднее Антипенко узнал, что Голобородько был временно отправлен в Воронеж, через три года он вернулся, но уже не в Киев, где ему было запрещено жить. Уже в Ной-Ульме, в лагере для переселенцев, Антипенко узнал от киевлян, что Голобородько умер в Киеве во время оккупации Третьим Рейхом.

### О литературной жизни Харькова 1920-х годов, Пилипенко, Хвылевом, «Плуге» и «ВАПЛИТЕ»
После закрытого показа постановки пьесы Антипенко «Человек в очках», пьесу запретили. Это подорвало дух Антипенко, и он погрузился в депрессивное состояние. Врач посоветовал ему лучше питаться и уехать из Киева. Тогда его знакомый предложил ему работу на сахарном производстве в сельской местности. Антипенко согласился и уехал. Там он продолжал писать, в частности, завершил пьесу «Тиль Уленшпигель». В это время он получил письмо от Качуровского, руководителя Киевского филиала издательства «Книгоспілка». В письме говорилось, что его приглашает в Харьков Сергей Пилипенко, глава Союза крестьянских писателей «Плуг». Антипенко отправился в Харьков и по настоянию Пилипенко решил остаться там. В Харькове Антипенко работал над изданием журнала «Селянка України». В это же время он получил рецензию Ивана Кулика на пьесу «Человек в очках» и разрешение на постановку этой пьесы в театре имени Заньковецкой. Однако пьесу «Тиль Уленшпигель» цензура не пропустила.
Антипенко возмущается тем, что Юрий Лавриненко в своей онтологии «Расстрелянное возрождение» не уделил достаточного внимания Сергею Пилипенко. Принимаясь исправить эту несправедливость, Антипенко дает краткую биографическую справку о Пилипенко. Автор пишет, что Пилипенко родился в Киеве в 1891 году, учился в Киевском университете, где принадлежал к эсеровской организации, за членство в которой и был отправлен в ссылку. Во время Первой мировой войны Пилипенко находился на фронте, где достиг звания штабс-капитана. Кроме того, Пилипенко был редактором фронтовой газеты «Український голос». По окончании военной службы, Пилипенко вернулся в Киев, где стал редактором газеты «Народна воля». Антипенко опровергает утверждение, будто Пилипенко уже в 1918 году стал членом КП(б)У. Он утверждает, что во времена Директории УНР Пилипенко оставался редактором эсеровской газеты «Народна воля», а лишь после прихода большевиков в Киев в феврале 1919 года он прекратил издание газеты. И только после этого, по словам Антипенко, Пилипенко перешел от украинских эсеров к большевикам. При большевиках Пилипенко работал в издании «Вісті ВУЦВКу». В 1921 году, уже в Харькове, Пилипенко работал главным редактором издания «Селянська правда». По приказу коммунистической партии в 1922 году Пилипенко создаёт Союз крестьянских писателей «Плуг».
Антипенко отмечает чрезвычайную трудолюбивость Пилипенко: он работал с девяти утра до полуночи. Кроме того, Антипенко упоминает, что среди «плуговцев» Пилипенко пользовался высоким авторитетом, так как относился к ним как отец и, насколько мог, помогал им с работой и жильём. Кроме того, Антипенко отмечает такие черты характера Пилипенко, как сдержанность и уравновешенность.
Антипенко также вспоминает литературные вечера «плуговцев», которые проходили в концертном зале Крестьянского дома. Вход на вечера был свободным, и многие жители Харькова приходили слушать литературные выступления «плуговцев». По словам автора, иногда собиралось около двухсот человек. Вечер открывался короткой речью Пилипенко, а затем «плуговцы» читали свои произведения. После чтения произведения обсуждались, и иногда даже разгорались острые споры. На этих вечерах выступали не только «плуговцы», но и члены других писательских объединений, таких как «Гарт», - Николай Хвылевой, Гордий Коцюба, Майк Йогансен.
В 1925 году произошла смена руководства в УССР, и был взят курс на украинизацию. Школы, театры, газеты и журналы переходили на украинский язык. В таких условиях популярность «Плуга» росла. «Плуг» начал издавать ежегодный альманах и ежемесячный журнал. Появились филиалы «Плуга» в других городах Украины. Антипенко пишет, что «Плуг» задумывался как массовая организация, а не только как творческое литературное объединение. «Плуг» конкурировал с другой литературной организацией «Гарт». Антипенко утверждает, что и перед «Плугом», и перед «Гартом» была одна и та же задача: выявлять заинтересованную в литературной работе молодежь среди народа. В то время как «Плуг» должен был выявлять таких людей среди крестьянства, «Гарт» должен был делать это среди рабочих.
Антипенко указывает, что «Плуг» имел больше членов, и объяснял это тем, что рабочие были более русифицированы, чем крестьяне, и среди них было сложнее найти тех, кто мог бы достойно писать на украинском языке. Кроме того, внутри «Гарта» существовала оппозиция под руководством Хвылевого, который считал, что писатели должны сосредоточиться на создании качественных литературных произведений, а не на поиске талантов среди народа, что должно было бы быть задачей культурно-образовательных учреждений. Из-за этого у Хвылевого возник конфликт с главой «Гарта» Василием Блакитным. В 1925 году Блакитный серьёзно заболел, и фактически руководство «Гартом» перешло к Хвылевому, который стремился превратить организацию в чисто творческую, а также начал критиковать «Плуг» за его массовость.
На протяжении некоторого времени продолжались споры между «плуговцами» и «гартовцами» на страницах журналов относительно подхода к литературе: стоит ли создавать массовый литературный продукт или лучше сосредоточиться не на количестве, а на качестве. Дискуссия часто разгоралась в статьях Пилипенко и Хвылевого. Антипенко пишет, что Пилипенко всегда объективно оценивал статьи Хвылевого. Сам автор критически относился к позиции Хвылевого и писал: «хоть бы каким украинским патриотизмом отмечались антимосковские лозунги Николая Хвылевого, тем не менее в 1925 году, когда Москва начала – пусть даже лицемерно – проявлять гибкость перед требованиями ЦК КП(б)У в национальном вопросе, эти лозунги были неуместными. И можно только сожалеть, что Хвылевой, талантливый писатель и блестящий памфлетист, видимо, под влиянием страсти, допустил непоправимую ошибку. Ведь лозунги, брошенные им в сторону Москвы, со временем, даже вопреки его воле, превратились в множество бумерангов, которые, вернувшись на Украину, поразили не только самого Хвылевого, но и головы тысяч украинской интеллигенции. Эта трагедия могла бы и не случиться, если бы Хвылевой был более умеренным, осторожным и дальновидным человеком.»
После смерти Блакитного в 1925 году, «Гарт» превратился в ВАПЛИТЕ – Вольную академию пролетарской литературы, которую возглавил Михаил Яловой. Позже Хвылевой стал переманивать талантливых «плуговцев» в ВАПЛИТЕ. Несмотря на то, что Пилипенко это огорчало, он продолжал придерживаться позиции массовости литературы. Литературная дискуссия продолжалась в 1926 и 1927 годах. ВАПЛИТЕ сталкивалась с всё большей критикой со стороны официальных органов власти, и хотя «ваплитяне» извинились и признали «идеологические ошибки», под давлением критики со стороны коммунистической партии, им пришлось самоликвидироваться. Уже в 1932 году все литературные организации были ликвидированы согласно решению ЦК КПСС, и создавался фундамент для формирования единого союза писателей. В 1933 году начались аресты писателей, художников, ученых, учителей и т.д. Среди задержанных были Яловой и Пилипенко. Хвылевой застрелился.

### О Вишне, Мамонтове, доносах в писательской среде, Любченко и жизни в оккупированном Харькове
Говоря об Остапе Вишне, с которым он познакомился в редакции издания «Селянська правда», Антипенко отмечает его огромную популярность. Его фельетоны из изданий «Вісті» и «Селянська правда» перепечатывали другие газеты. Когда фельетоны издавались отдельно, они раскупались в магазинах за несколько дней. Антипенко объясняет успех фельетонов Вишни следующим образом: «Это – народность, простота изложения, лаконичность, образность и афористичность языка, фольклорность, актуальность, некоторая оппозиционность к тогдашней государственной линии (в период НЭПа это было возможным), предметность (Вишня не был сторонником «смеха ради смеха»), и, наконец, мягкость Вишниного юмора.» На съездах люди всегда спрашивали, будет ли выступать Вишня, в редакцию к нему постоянно приходили представители других изданий, заказывая фельетоны, студенты просили его участвовать в их литературных вечерах, даже приезжала делегация из одной деревни, чтобы уведомить Вишню о том, что его признали почетным членом сельского совета. Блакитный и Пилипенко, по словам Антипенко, с уважением относились к Вишне и его таланту. Хотя Вишня формально принадлежал и к ВАПЛИТЕ, и позднее к «Пролитфронту» он держался в стороне от литературных дискуссий и дружественно относился к представителям всех литературных организаций. Антипенко характеризует Вишню как мягкого и «политически безразличного» человека. После 1933 года  распространилась практика «самодонесения» среди писателей: они собирались в Литературном доме им. Блакитного и выявляли свои «грехи» и «идеологические ошибки». Хотя Вишня и не спешил с «покаянием», в конечном итоге ему тоже пришлось выступить с критикой своих произведений. Однако это не помогло, и Вишню все равно арестовали, обвинив его в террористическом заговоре против государственных служащих. Вишню приговорили к 10 годам заключения в лагерях. Антипенко пишет, что о жизни Вишни в лагерях почти ничего не известно. Во время Второй мировой войны Вишню освободили. Как отмечает Антипенко, после этого Вишня критиковал «украинских буржуазных националистов», однако он призывал относиться к этому с пониманием, так как Вишня понимал, для чего его освободили – для проведения пропагандистской работы во время войны.
С Яковом Мамонтовым Антипенко познакомился в 1925 году. Он вспоминает Мамонтова как оптимистичного, достойного, гуманного и правдивого человека. Антипенко признает его значительное литературное наследие: 27 пьес, 6 либретто, 4 киносценария и около 10 публикаций. Автор отмечает, что большинство его пьес были поставлены, но не в театрах республиканского значения, а в областных театрах и рабочих и сельских клубах. Антипенко не понимает, почему пьесы Мамонтова не попадали в театры республиканского значения. Он отмечает, что некоторые пьесы Мамонтова ставились в Москве и Канаде. В разговоре с главным режиссером Одесского театра революции Иваном Юхименко автор напрямую задал вопрос, почему не ставят пьесы Мамонтова, на что тот ответил, что официальные круги упорно умалчивают о Мамонтове, возможно, потому что Мамонтов не был членом коммунистической партии. Антипенко также отмечает театральную сторону Мамонтова: по его мнению, Мамонтов был одним из самых смелых театральных критиков.
Антипенко не обходит деликатную тему доносов в писательской среде. Период с 1933 по 1941 год автор описывает как время невиданного большевистского террора. Он отмечает, что партийная ячейка должна была искать в своем окружении так называемых «ненадежных граждан». Антипенко вспоминает, как в Харьков приезжал Иван Кириленко и призывал писателей «самокритиковаться» на собраниях. На одном из таких собраний Леонид Юхвид устроил Мамонтову допрос по поводу его переписки с Николаем Вороным, который на тот момент уже был арестован. Кроме того, от Вараввы Антипенко узнал, что на него написал донос Евгений Касьяненко, в котором называл Антипенко «пилипенковцем», «кулацким писателем» и упоминал запрещенную цензурой пьесу писателя –  «Мобилизованные звезды». Однако самым усердным доносчиком он называет Антона Дикого, которого в конечном итоге также арестовали. Кроме того, был арестован и Касьяненко. Антипенко и Мамонтов были почти уверены, что их также ждал арест, но случилась отставка Ежова, после которой арестов стало меньше.
Весной 1939 года Антипенко и Мамонтов вместе находились в доме отдыха в Беликах. Антипенко вспоминает, что уже тогда Мамонтов был очень болен и тяжело передвигался. Когда Антипенко находился в компании других писателей, до него дошла новость о том, что Советский Союз подписал соглашение с Нацистской Германией. Все начали обсуждать, к чему это может привести, и тогда Антипенко высказал мнение, что Советский Союз захватит западную Украину, а Третий Рейх – Польшу. Антипенко передал эту новость Мамонтову и вспоминает, что тот обрадовался, так как надеялся, что такое развитие событий позволит ему получить какие-то зарубежные лекарства, которые якобы должны были его вылечить. События вокруг договора между Советским Союзом и Нацистской Германией развивались именно так, как предсказывал Антипенко, и вскоре западная Украина перешла к Советскому Союзу. Антипенко вспоминает, что во Львов было направлено много советских функционеров, а также несколько писателей, включая Петра Панча. Мамонтов обратился к Панчу с просьбой достать ему необходимые лекарства. Панч откликнулся на просьбу, но лекарства не помогли, и в январе 1940 года Мамонтов скончался.
Антипенко вспоминает, что встретился с Аркадием Любченко, который проживал в Киеве, когда тот приехал в Харьков, эвакуируясь из Киева, уже оккупированного войсками Нацистской Германии. По словам Антипенко, Любченко выглядел нездоровым – он был истощен желудочным заболеванием и подавлен событиями. Однако долгой и содержательной беседы между ними не получилось. После известий о падении Киева в Харьков стали прилетать военные самолеты Нацистской Германии, а в самом городе начали готовиться к эвакуации: разбирали оборудование, грузили его на поезда, вывозили имущество и продукты, сжигали архивы, эвакуировали население. Антипенко получил эвакуационный билет в Актюбинск, но, став свидетелем, как люди уезжают на поездах, решил поехать позже. В это время Третий Рейх уже начал бомбить Харьков, что усиливало панику: слышны были взрывы, двигались военные подразделения, разгорались пожары. Автор указывает, что многие разрушения были осуществлены большевиками: был подожжен Дом Проектов и здание НКВД. Также Антипенко наблюдал, как подкладывали динамит под гостиницу «Красная». Именно после увиденного Антипенко случайно наткнулся на Любченко и удивился, так как думал, что тот уже эвакуировался. Однако в этот момент начали надвигаться военные самолеты, и они с Любченко бросились в разные стороны. Через несколько дней, когда войска Нацистской Германии уже находились под Харьковом, Антипенко стал свидетелем принудительной эвакуации граждан энкаведистами. Кроме того, в городе происходило мародерство. Через несколько дней всё утихло, и войска Третьего Рейха вошли в город.
Антипенко пишет, что некоторые люди старшего возраста радостно встретили приход Третьего Рейха, что расстраивало его, но он не спешил осуждать их, так как считал, что к этому привела жестокость советской власти. Позже автор стал свидетелем жестокости Нацистской Германии: он видел повешенного человека в городе с надписью, якобы тот убил солдата Третьего Рейха. Автор отметил, что люди стали лучше одеваться: «Женщины – в мехах, дорогих шляпах. Мужчины, приветствуя, поднимали свои шляпы высоко над головой, учтиво кланялись, целовали дамам руки. Совсем так, как это делалось до революции...». Зимой 1941-42 года в Харькове было холодно и голодно, магазины были закрыты, а на юго-востоке слышалась артиллерийская стрельба. Автор пишет, что сначала Третий Рейх не трогал евреев, но уже в декабре 1941 года начали появляться объявления новой власти, в которых евреям приказывалось переехать из Харькова в рабочие бараки в районе тракторного завода. Транспорта до этих бараков не было, добираться нужно было пешком, и Антипенко был свидетелем, как пожилые евреи падали истощенные от долгой ходьбы и замерзали на месте. Кроме того, почти каждый день Антипенко слышал об арестах и расстрелах. Он также пишет, что солдаты начали заходить в частные квартиры и забирать кольца, часы, серебряные ложки, а иногда даже грабили людей на улицах. Грабили не только солдаты, но и сами граждане, по воспоминаниям Антипенко, они могли быть даже более жестокими: не только грабили, но и убивали.
Сам Антипенко вместе с Любченко и Вараввой писал для газеты «Нова Україна». Антипенко писал туда фельетоны, но не работал в самой редакции. Он пишет, что ему были не известны отношения между редакторами и новой властью. По его воспоминаниям, газета «не была похожа на немецкую». Что касается Любченко, то он отмечает, что изначально тот был очень активным: бывал и в редакции, и в городской управе, и в общественном комитете, и за первую неделю существования газеты «Нова Україна» написал туда три статьи. Позже Любченко исчез в связи с обострением его болезни. Лечиться Любченко пришлось гипнозом, так как ни лекарств, ни еды в больнице не было. В Харькове сохранялась сложная ситуация с продовольствием: с осени 1941 года до лета 1942 года не было поставок продуктов. Харьковчане ходили в села, чтобы обменять свои вещи на продукты. Зимой некоторые замерзали в пути. Антипенко пишет: «замерзшие тела людей кучами лежали  на кладбищах до начала весны, когда их начали сжигать». Антипенко вспоминает и о семейных проблемах Любченко: Любченко говорил ему, что его вторая жена Нина, и её семья ему чужие, и что Нина собиралась переехать в Германию. Весной 1942 года Любченко уехал в Киев. Антипенко оставался в Харькове до февраля 1943 года, а потом, когда город перешел  Красной армии, поехал вместе с редакцией газеты «Нова Україна» в Полтаву. Автор признает, что хоть ему и не нравился характер Любченко, он скучал по нему, так как они вместе пережили голод и холод, и работали в газете. С Любченко автор встречался еще дважды: в феврале 1943 года в Киеве и в 1944 году во Львове, когда Любченко находился там в больнице.

### Дрезден, ответ Смоличу и эмиграция в США
Антипенко не объясняет, как он оказался в Дрездене во время бомбардировки. Глава о Дрездене начинается с ужасных картин, которые он наблюдал, и чувств, которые они вызвали в нем. Он пишет: «…я, живой свидетель этой, скажу, бесчеловечной катастрофы, лишился своего доселе имевшегося ощущения страха, осторожности и опасности. Ничто уже не внушает мне ужаса: ни огненные языки, которые, словно голодные хищники, вылизывают внутренности зданий; ни разрушения многоэтажных каменных домов; ни тысячи обгоревших, как обугленные брёвна, человеческих трупов, которые безмолвно лежат на улицах, площадях и в скверах подожённого ночью с воздуха и беспощадно разрушенного свыше полумилионного города.» В Дрездене Антипенко встречает украинцев, которых отправили на принудительные работы в Германию. Несколько дней он провел с ними в подвале монастыря, даже побывал на импровизированной свадьбе, а затем отправился в новый Дрезден, где находилась его жена.
Далее автор посвящает целый раздел тому, что написал Смолич в своих мемуарах под названием «Рассказ о непокое». Антипенко указывает на то, что Смолич жестко нападает на писателей, оказавшихся в эмиграции, включая Антипенко, и искажает факты о них. В своих воспоминаниях Антипенко отвечает на обвинения Смолича. На утверждение Смолича, что пьесы Антипенко не ставились в театрах, автор указывает, что пьесы «Студенты» и «Человек в очках» были поставлены в Киевском и Днепропетровских театрах, а пьесы «Семья Пацюков» и «Работница Юля» – в Одесском, Николаевском и других областных театрах. Антипенко отмечает, что все это хорошо известно Смоличу, так как он работал в отделе искусств Главполитпросвета НКО, который планировал репертуар всех театров, а также сам Смолич писал рецензии на некоторые пьесы Антипенко и даже присутствовал на спектакле «Студенты» в летнем театре в Харькове в 1925 году. Кроме того, Антипенко возмущается тем, что Смолич не упоминает о прозе Антипенко: сборниках рассказов «Паразиты под микроскопом», «Огражденная жизнь» и романе «Напряжение молодости». Антипенко отвергает нападки Смолича на работу Антипенко в газете «Нова Україна» во время оккупации Харькова: он подчеркивает, что ни в одном из фельетонов не было пропаганды Третьего Рейха и даже намека на симпатии к нему. Он отмечает, что его фельетоны в газете «Нова Україна» были направлены не столько против «советской жизни», сколько против «московского захватничества, мошенничиства и шовинизма». Наконец, Антипенко указывает на то, что Смолич написал, что Антипенко эмигрировал в Южную Америку, тогда как Антипенко жил в США.
В 1946-1949 годах Антипенко работает в редакции издания «Українські вісті» в Германии и живет в Ной-Ульме. Он вспоминает, что вместе с ним работали Иван Багряный, Кирилл Дацко, Павел Маляр, Михаил Воскобойник, Юрий Лавриненко, Анатоль Юрыняк, Пётр Майсюра, Василий Кубрик, Дмитрий Нытченко. В мае 1949 года он отправился на пароходе в США.

## Критика
На мемуары Антипенко отозвалась в основном украинская диаспорская пресса. Григорий Костюк посвятил этим мемуарам статью под названием «В костюме прапрадеда Адама», которая впервые была опубликована в издании «Нові дні» в марте 1974 года, а затем вошла в сборник критических статей Костюка «У світі ідей і образів. Вибране» выпущенный в 1983 году. Костюк пишет, что воспоминания Антипенко — это не просто повествование, а и художественное, иногда сюжетно-новеллистическое изображение увиденного и пережитого. Он отмечает, что воспоминания о Гуляйполе это — во многом новое открытие, так как здесь представлены новые данные о начале анархизма на юге Украины, о биографии Нестора Махно, а также опровергается участие Махно в некоторых террористических актах.
Григорий Костюк также считает ценными также воспоминания о Михновском: по его словам, они объясняют, почему он «в эпоху национально-освободительной революции и восстановления украинской государственности 1917-1920 годов не сыграл никакой роли.» Раздел об Ивашине Костюк считает интересным тем, что он в живых образах описывает проблемы, поражения и победы новообразованной украинской прессы. Раздел о Бузько Костюк считает одним из лучших с литературной точки зрения. Костюк также добавляет некоторые факты из жизни Бузько, которые были неизвестны Антипенко. Костюк также подчеркивает ценность раздела о Варавве – здесь можно найти описание жизненных ситуаций, неизвестных из официальной биографии Вараввы.
Раздел о 1919 годе в Киеве, по мнению Костюка, может быть ценным для историков и журналистов, так как в нем они найдут множество фактов и наблюдений, отсутствующих в других источниках. Очерк о Николае Голобородько он называет ценным и, возможно, единственным по своему характеру. Раздел о студентах, по мнению Костюка, содержит психологические портреты украинской молодежи, которой революция 1917 года открыла путь к образованию. Разделы о литературной жизни Харькова в 1920-х годах и о Любченко, утверждает Костюк, имеют весомое значение для понимания той эпохи. В то же время, Костюк, не упрекая Антипенко, отмечает, что автор представил не все факты того периода.
Далее он критикует возмущение Антипенко тем, что Лавриненко не уделил достаточного внимания Пилипенко в своей онтологии «Расстрелянное возрождение». Костюк объясняет, что о Пилипенко упоминается лишь мимолетом потому, что авторы подбирались в соответствии со своей идеологическо-художественной концепцией, а в том, что писал Пилипенко, такое направление было трудно выявить. Костюк также не согласен с утверждением, что Пилипенко создал «Плуг» по наставлению коммунистической партии, руководствуясь собственной совестью. Кроме того, автор критикует утверждение Антипенко, что острые антимосковские высказывания Хвылевого были неуместными. По его мнению, террор 1930-х годов был обусловлен более сложными политическими, экономическими и даже психологическими факторами. Костюк уверен, что даже если бы не было Хвылевого, все равно произошел бы террор.
Костюк считает разделы о Вишне и Мамонтове самыми глубокими и теплыми. Однако он замечает, что собрав воспоминания, разбросанные во множестве статей, можно было бы представить более обширную картину пребывания Вишни в лагерях. Кроме того, Костюк подвергает сомнению утверждение о том, что организационно Вишня принадлежал к ВАПЛИТЕ. Он считает, что организационно он связался с «ваплитянами» в период Пролитфронта и активно участвовал в заседаниях будущих «пролитфронтовцев». Кроме того, Костюк не согласен с характеристикой Вишни как человека «политически безразличного» и находит опровержение в самых воспоминаниях Антипенко, согласно которым Вишня был «украинцем без приказа».
Для Костюка ценными являются картины из жизни военного Харькова – спешная эвакуация и последующая оккупация, а также сведения из жизни Любченко. Кроме того, Костюк считает, что глава о Смоличе написана достойно, спокойно, с правдивыми фактами. Костюк отмечает: «А. Гак убедительно показывает, что даже талантливый писатель, каким является Ю. Смолич, в советских условиях вынужден кривить душой, прибегать к вымыслам и неправде». Костюк укоряет Антипенко в том, что тот не упоминает о том, что когда-то он дружелюбно сотрудничал со Смоличем, и, кроме того, последний писал хвалебные рецензии на работы Антипенко.
В общем, Костюк подытоживает, что мемуары Антипенко показывают эпоху и его современников такими, какими они были в реальной жизни, и представляют собой ценный документ для историка украинской культуры.
Яр Славутич посвятил мемуарам Антипенко статью «Спомини Анатоля Гака», которая впервые была опубликована в издании «Українські вісті» в 1974 году, а затем вошла в сборник «Українська література в Канаді. Вибрані дослідження, статті й рецензії», изданный в 1992 году. Славутич отмечает, что воспоминания Антипенко о Гуляйполе имеют важное значение для исследователей гражданской войны в Украине. Кроме того, Славутич ценит мемуары за то, что в них зафиксированы до сих пор неизвестные детали литературной жизни «Плуга», «Гарта» и ВАПЛИТЕ. К тому же, по мнению Славутича, Антипенко тактично отвечает на атаки Смолича. Он подводит итог: мемуары являются живым свидетельством современника постреволюционного возрождения, литературной жизни и, вообще, украинской жизни.
В марте 1975 года в газете «Свобода» появился отзыв Луки Луцив на мемуары Анатоля Гака. Луцив отмечает, что Антипенко интересно рассказывает о Махно и развенчивает некоторые легенды, связанные с ним. Далее Луцив пишет, что воспоминания Антипенко должны заинтересовать каждого, «кто хочет знать полную правду о том, как украинцы сами себя истребляли, чтобы понравиться Москве, которая в конце концов уничтожала и тех, кто ей помогал, думая таким образом сохранить свою жизнь». Он сравнивает воспоминания с сенсационным романом и подтверждает некоторые упомянутые факты – случай с флагом в Киеве в 1919 году, когда в город почти одновременно вошли военные отряды УНР и деникинцы, и отмечает, что сам был свидетелем этих событий, будучи в составе старшины УГА. В своей рецензии Луцив соглашается с точкой зрения, что даже если бы Хвылевой молчал, террор всё равно произошёл бы, и, следовательно, он не согласен с позицией Антипенко. Луцив подводит итог, что, возможно, некоторые оценки Антипенко не являются на 100 процентов верными, но они ценны, и его произведение представляет собой богатый материал для истории литературного движения.